# لوته نويمان
لوته نوْيمان (بالألمانية: Lotte Neumann)‏ (و. 1896 – 1977 م) هي كاتبة سيناريو، ومنتجة أفلام، وممثلة مسرحية، وممثلة أفلام ألمانية، ولدت في برلين، توفيت في غموند أم تيغرنزيه، عن عمر يناهز 81 عاماً.

## وصلات خارجية
- لوت نيومان على موقع IMDb (الإنجليزية)
- لوت نيومان على موقع ألو سيني (الفرنسية)
- لوت نيومان على موقع قاعدة بيانات الأفلام السويدية (السويدية)
- لوت نيومان على موقع قاعدة بيانات الفيلم (الإنجليزية)
- لوت نيومان على موقع كينوبويسك (الروسية)

- لوته نويمان في قاعدة بيانات الأفلام على الإنترنت